# Bosanskohercegovačka književnost
Bosanskohercegovačka književnost razvija se na bošnjačkom, srpskom i hrvatskom jeziku, a najstariji preživjeli pisani primjeri bosanskohercegovačke književnosti potječu iz razdoblja između 12. – 15. stoljeća.

## Povijest

### Srednji vijek
Rana bosanskohercegovačka književnost razvijala se pretežno u okviru Crkve bosanske i bila je ukorijenjena u aktivnostima slavenskih prosvjetitelja Ćirila i Metoda, pisanim prije svega glagoljicom i bosančicom. Preživjeli pisani primjerci iz 14. – 15. stoljeća su: Divoševova četiri evanđelja, Povelja kralja Dabiše, Hvalov zbornik. Biblioteka Ruske akademije znanosti sadrži i drevniji dokument - Povelju Kulina bana, napisanu 29. kolovoza 1189. godine. Književni spomenici također sadrže epitafe na stećcima posvećenim temama života i smrti.

### Osmansko razdoblje
Nakon što je Osmansko Carstvo osvojilo Bosnu, u to vrijeme književnost je bila usredsređena uglavnom u lokalnim vjerskim zajednicama, a nastala je na arapskom, turskom, perzijskom i bošnjačkom jeziku. Također, u Travniku i Sarajevu sefardske zajednice su napisale židovske vjerske tekstove na hebrejskom i ladino jeziku. Također su zanimljive sefardske romanse i poslovice koje je vrijedno sakupljao kolekcionar David Kamkhi (1834-1920).
U Bosni se tijekom 15. stoljeća počela razvijati i Alhamijado književnost pisana na bošnjačkom jeziku, pri čemu je korištena arapska abeceda. 	
Franjevački Hrvati pisali su na hrvatskom jeziku, među kojima su istaknuti: Matija Divković, Ivan Bandulavić, Ivan Ančič, Lovro Šitović, Filip Lastrić i drugi.
Na osmanskom turskom jeziku pisali su: Adni Mahmud-paša Anđelović, Derviš-paša Bajezidagić, Muhamed Nerkesija, Arif Hikmetbeg Rizvanbegović, Mula Mustafa Bašeskija i drugi. Broj raznih učenjaka i pisaca svih konfesionalnih grupa u Bosni iz ovog razdoblja kretao se između 130-200. Pisali su uglavnom na turskom, u manjoj mjeri na perzijskom i u rijetkim slučajevima, na arapskom jeziku.

### Austrougarsko razdoblje
Nakon Austro-ugarske okupacije Bosne i Hercegovine osmanski utjecaj je opao, a pisci su se počeli upoznavati s dostignućima europske književnosti. Ideje ilirizma se ogledaju u razvoju djela hrvatskih franjevačkih pisaca (Ivana Franje Jukića, Grgo Martić, Martin Nedić), a romantizam se ogleda u djelima srpskih pisaca (Sima Milutinović-Sarajlija), dok su se Bošnjaci i dalje okretali vjerskim temama (Musa Ćazim Ćatić).
Godine 1850. Jovan Jukić počeo je s izdavanjem prvog bosanskohercegovačkog književnog časopisa Bosanski prijatelj.
Među drugim značajnim piscima iz ovoga vremena ističu se: Aleksa Šantić, Jovan Dučić, Petar Kočić, Mehmed-beg Kapetanović Ljubušak i drugi.

### Suvremena književnost
U 20. stoljeću u bosanskohercegovačkoj književnosti preovladavao je realizam. Godine 1946. osnovano je Društvo pisaca Bosne i Hercegovine. Istaknuti predstavnik bosanskog realizma je Branko Ćopić. Također, u to vrijeme počeo se razvijati društveno-kritički realizam (Novak Šimić, Hasan Kikić). Meša Selimović i Skender Kulenović stajali su na izvorima nove bošnjačke književnosti Bosne i Hercegovine.
Bosanskohercegovački književnik Ivo Andrić dobio je 1961. godine Nobelovu nagradu za književnost. Ostali poznati suvremeni bosanskohercegovački pisci su: Mak Dizdar, Izet Sarajlić, Ćamil Sijarić, Dževad Karahasan, Ivan Lovrenović, Predrag Matvejević, Semezdin Mehmedinović, Miljenko Jergović, Abdulah Sidran, Zaim Topčić, Zlatko Topčić i drugi.

## Folklor
Bosanskohercegovački folklor zastupljen je uglavnom preko usmene tradicije. Postoje i kratki oblici ove vrste pjesničkog izraza (zagonetke, poslovice) i voluminozni epski radovi. Pored epa, pjesnički folklor predstavljen je lirskim pjesmama i baladama. U prozi postoje priče o smiješnim događajima, životinjama, bajke, anegdote, kao i legende i tradicije.

### Lirske pjesme
Posebno mjesto u žanru lirske pjesme Bosne i Hercegovine zauzima sevdalinka (ljubavna pjesma, od arapske riječi sevda - ljubav, strast), koja je nastala pod utjecajem orijentalne kulture, koja je u Bosnu došla nakon osvajanja Osmanskog Carstva. U sevdalinki se orijentalni motivi preklapaju sa slavenskim tradicijama, pa je kao rezultat dobiven nezavisni žanr. Pored sevdalinke, vrlo su rasprostranjene i svadbene pjesme, uspavanke i komične pjesme.

### Romanse i balade
Tematski se balade o Bosni i Hercegovini mogu podijeliti u šest grupa: o nesretnoj djevojci, smrti razdvojenih ljubavnika, nesrećnim mladencima, nesrećnim supružnicima, ožalošćenim roditeljima i raznim sukobima u porodici. Pjesme o smrti braće Morići, o smrti osuđenog Ibrahim-bega, o smrti Hifzi-bega Dumišića također su stekle široku popularnost. Najpoznatija bosanska i južnoslavenska balada je Hasanaginica.

### Epske pjesme
Najpoznatiji epski junak u Srednjoj Bosni je Alija Đerzelez, a o njemu i njegovim podvizima pisano je više nego o bilo kojim drugim junacima. Jedini je bosanski junak koji je stoljećima spavao kako bi se probudio u najtežem trenutku za svoju otadžbinu i došao u pomoć svojoj domovini.
Poznat je i takav heroj kao što je Budalina Tale (Budalina iz bošnjačkog jezika - budala) čija se slika protivi bajkovitom izgledu klasičnog epskog junaka: on također ima razbarušenu odjeću i bez posebnog je oružja, a nije obdaren i drugim magičnim svojstvima, dok je njegova slika mnogo bliža slici jednostavne osobe. Također, Tale je šaljivdžija i veseljaa, a može sebi priuštiti da kaže nešto što je obično zabranjeno ili nije prihvaćeno. Od ostalih junaka epske pjesme u Bosni i Hercegovini također vrijedi spomenuti Muju Hrnjicu.	
Poznati istraživači i sakupljači bosanskog epa bili su Friedrich Salomon Krauss i Luka Marjanović, kao i Gerhard Gesemann, Milman Parry, Alois Schmaus i Đenana Buturović.

### Usmena proza
Islam i islamska književnost imali su ozbiljan utjecaj na usmenu prozu Bosne i Hercegovine, a posebno po pitanju prepoznatljivih tema i motiva: naprimjer, poznati orijentalni junak Nasredin hodža čvrsto je zauzeo svoje mjesto u bosanskim narativima. Bosanska usmena proza, međutim, nije dovoljno proučena, a istraživanja u ovom području su još u toku. Među poznatim sakupljačima i istraživačima su Nikola Tordinac, Kamilo Blagaić, Vuk Vrčević i Alija Nametak.

## Vanjske povezice
- Junaci bez ulica  Arhivirana inačica izvorne stranice od 26. 3. 2016 (Wayback Machine) na radiosarajevo.ba